# فدراسیون بین‌المللی رباتیک
فدراسیون بین‌المللی رباتیک (انگلیسی: International Federation of Robotics) (کوته‌نوشت به انگلیسی: IFR) سازمان غیرانتفاعی حرفه ای است که در سال ۱۹۸۷ در جهت ترویج، تقویت و حمایت از صنعت رباتیک در سراسر جهان، تأسیس گردید.

## اعضاء
امروزه، تاحدی تمام عرضه‌کنندگان بین‌المللی ربات صنعتی و ۱۷ انجمن ملی ربات، عضو این فدراسون هستند. ساختمان مرکزی این سازمان چتری انجمن‌های ملی رباتیک در فرانکفورت، آلمان است.